# Enache Panait
Enache Panait (ur. 6 października 1949 w Liești) – rumuński zapaśnik walczący w stylu wolnym. Dwukrotny olimpijczyk. Piąty w Monachium 1972 i odpadł w eliminacjach w Montrealu 1976. Walczył w kategorii do 100 kg.
Piąty na mistrzostwach świata w 1973. Czwarty na mistrzostwach Europy w 1969, 1972 i 1974 roku.